# Caso de corrupción en la SAT en Guatemala
El Caso conred de Corrupción de la SAT en Guatemala es un caso descubierto por el Ministerio Público (Guatemala) (MP) y la Comisión Internacional Contra la Impunidad en Guatemala (CICIG) el 12 de febrero de 2016 y en el cual se capturaron a varios altos funcionarios y auditores de la Superintendencia de Administración Tributaria de Guatemala acusados de favorecer a la empresa Aceros de Guatemala, de la que fueron capturados también algunos representantes legales.
Inicialmente confundido con el Caso de La Línea —el cual terminó con el gobierno del exo presidente Otto Pérez Molina y de  Roxana Baldetti en 2015—, pero la CICIG aclaró que aunque las escuchas telefónicas del Caso de la Línea fueron utilizadas en esta investigación, se trata de otra red de corrupción.

## Reseña histórica
El 12 de febrero de 2016, inicialmente se informó en la prensa guatemalteca que la CICIG y la Fiscalía de Delitos Económicos del MP habían realizado otro grupo de detenciones del caso La Línea, pero la CICIG rectificó al mediodía indicando que era un nuevo caso de corrupción en la Superintendencia de Administración Tributaria (SAT), esta vez relacionado con las empresas Aceros de Guatemala y Tres Puertos, las que habrían utilizado una red de corrupción liderada por Omar Franco Chacón, ex Superintendente de Administración tributaria capturado por el caso de La Línea— y Geovani Marroquín Navas.  Las empresas indicadas habrían obtenido favores de esta nueva red de corrupción a cambio de sobornos a los directivos y exdirectivos de la SAT; de acuerdo a los fiscales del Ministerio Público, el 19 de enero de 2016 la CICIG le informó a la fiscalía de delitos tributarios que contaba con escuchas telefónicas relacionadas con el caso de Aceros de Guatemala, las cuales provenían de las investigaciones que se habían hecho durante el Caso de La Línea.

La Policía Nacional Civil informó que se realizaron allanamientos en Mixco, San Miguel Petapa y varias zonas de la Ciudad de Guatemala; los acusados fueron detenidos por los delitos de asociación ilícita, cohecho activo, cohecho pasivo, tráfico de influencias, obstaculización de la acción penal  y colusión.
El domingo 14 de febrero de 2016, Thelma Aldana e Iván Velásquez, directores del MP y de la CICIG, respectivamente, presentaron en una conferencia de prensa conjunta los detalles del caso. De acuerdo a los entes de investigación hubo alteración de informes de auditoría, exculpación ilícita de la empresa Aceros de Guatemala, sindicada de defraudar al fisco guatemalteco por más de doscientos ciento y cinco millones de quetzales a partir de 2008 y la repartición del 33 % de once millones de quetzales cobrados a esa empresa como crédito fiscal para sobornar a altos funcionarios de la SAT; el 11 % se entregó a funcionarios de la empresa Tres Puertos.
Aceros de Guatemala habría sido denunciada por la SAT el 14 de marzo de 2012 cuando simuló compras de chatarra a través de terceros, que se determinó que eran entidades fantasma con representantes que habían fallecido; las querellas fueron unificadas por los abogados de la empresa y solicitaron a Giovanni Marroquín —quien guarda prisión desde el 16 de abril de 2015 cuando fue capturado por su involucramiento en el caso de La Línea— que articulara una estrategia para que la SAT cambiara sus reportes lo que consiguió luego de contactar al superintendente Omar Franco —también capturado el 16 de abril de 2015 por La Línea— y a los intendentes Elder Hermelindo Fuentes García y a Alfonso Romeo Castillo Castro.  Tras los allanamientos en la casa de Marroquín realizados en abril de 2015 por el caso de La Línea se incautó un teléfono celular y una tabla de Microsoft Excel en la que los entes investigadores encontraron cuentas detalladas de la forma en que se distribuyó el dinero de soborno que pagó Aceros de Guatemala para resolver el problema legal que tenía con la Superintendencia de Administración Tributaria.  Incluso, cuando la SAT apeló la resolución que favoreció a Aceros de Guatemala en 2014, Marroquín actuó nuevamente para que se desestimaran definitivamente los casos.

## Listado de acusados
El 12 de febrero de 2016 se informó que había diecisiete personas imputadas en total y que se había detenido a catorce de ellas:
| Nombre                         | Delitos imputados                                                                                | Observaciones |
| ------------------------------ | ------------------------------------------------------------------------------------------------ | --- |
| Álvaro Omar Franco             | Asociación ilícita, cohecho pasivo y obstaculización de la acción penal                          | Detenido desde el 16 de abril de 2015 por el Caso de La Línea |
| Ariel de Jesús Guerra Castillo | Asociación ilícita, cohecho pasivo y obstaculización de la acción penal                          | Intendente de recaudación de la SAT; todavía estaba prófugo hasta al 15 de febrero de 2016 y se entregó el 16 de febrero de 2016 durante la audiencia de primera declaración por el caso. |
|                                |                                                                                                  | |
| José Antonio Mangandi Ortiz    | Asociación ilícita y obstaculización de la acción penal.                                         | |
| Geovani Marroquín Navas        | Asociación ilícita, cohecho pasivo, tráfico de influencias y obstaculización de la acción penal. | Detenido desde el 16 de abril de 2015 por el Caso de La Línea. En las escuchas telefónicas aparece explicándole a su hijo Marlon el procedimiento para repartir las comisiones obtenidas. |
| Alfonzo Romeo Castillo Castro  | Asociación ilícita, cohecho pasivo, obstaculización de la acción penal y lavado de activos.      | Alto funcionario de la SAT; cuando allanaron su residencia la policía encontró 2.9 millones de quetzales en efectivo. |
| Evelyn Yulisa Natareno Gómez   | Asociación ilícita y obstaculización a la acción penal.                                          | |
| Alicia López Paiz              | Obstaculización a la acción penal.                                                               | |
| Nidia Verónica Espina Batres   | Obstaculización a la acción penal.                                                               | |
| Osmin Ronaldo Ceijas Díaz      | Obstaculización a la acción penal.                                                               | |
| Giovanni Stefan Reyes López    | Obstaculización a la acción penal.                                                               | |
| Rigoberto Chacaj Soc           |                                                                                                  | |
| Julio Ernesto Román García     | Obstaculización de la acción penal.                                                              | |
| Pedro José Raúl Paiz Valdez    | Asociación ilícita y cohecho activo.                                                             | |
| Frank Trujillo                 | Asociación ilícita y cohecho activo.                                                             | Representante legal de Aceros de Guatemala. Es hermano de Héctor Trujillo, exmagistrado suplente de la Corte de Constitucionalidad de Guatemala (CC) y quien había sido capturado en los Estados Unidos por casos de corrupción relacionados con la FIFA y la Federación Nacional de Fútbol de Guatemala, de la que era directivo—; Trujillo se entregó el 16 de febrero, indicando que con su presentación voluntaria solicitaba al juzgado de mayor riesgo B que se le permitiera continuar con su labor profesional y que se desestimara la orden de captura en su contra ya que se había presentado al tribunal voluntariamente. El juez negó los recursos presentados por la defensa de Trujillo pero le permitió regresar a su residencia mientras se aclaraba su situación. Tras oír unas escuchas telefónicas que aparentemente inculpaban a Trujillo, el juez Gálvez ordenó redoblar la presencia policial en los alrededores de su residencia. |
| María Eugenia Valdez Gómez     | Asociación ilícita y cohecho activo.                                                             | Todavía prófuga hasta el 14 de febrero de 2016; el 15 de febrero fue capturada en el hospital universitario «La Esperanza», de la zona 10 de la ciudad de Guatemala |

## Posición de los industriales guatemaltecos
El 16 de febrero de 2016, los representantes de la Comité Coordinador de Asociaciones Agrícolas, Comerciales, Industriales y Financieras de Guatemala (CACIF) y de la Cámara de Industria de Guatemala (CIG) manifestaron que iban a respetar el debido proceso contra Aceros de Guatemala —uno de sus miembros— y que era importante acabar con los focos de corrupción de la SAT.

## Aceros de Guatemala
La familia Gabriel Abularach es propietaria de Aceros de Guatemala, la que José Luis Gabriel Abularach fundó con el nombre de «Distribuidora Universal»; la empresa se dedica a la importación y venta de materiales para la construcción. Uno de los directivos, según el Registro Mercantil, es Marco Augusto García Noriega, quien ha sido presidente del CACIF varias veces, además de socio en el Banco Reformador (BANCOR) y presidente de la Asociación de Azucareros de Guatemala (AZASGUA).